# Кобусигатаке
Кобусигатаке (яп. 甲武信ヶ岳 кобусигатакэ) или Кобусидаке (яп. 甲武信岳 кобусидакэ) — гора в Японии на границе префектур Нагано, Яманаси и Сайтама. Высота составляет 2475 м. Расположена в нагорье Титибу или Окутитибу.
Гора сложена в основном гранитом, но у вершины есть выходы порфирита и андезита.
Склоны горы и её окрестности покрыты рододендроном, пихтой крепкой и тсугой южнояпонской. На склонах Кобусигатаке берут начало реки Синано (Тикума), Аракава и Фуэфуки (приток Фудзи).